# Křížová cesta (Polná)
Křížová cesta v Polné na Jihlavsku se nachází v severní části města na výšině Kalvárie.

## Historie
Křížová cesta je tvořena čtyřmi většími zděnými výklenkovými kapličkami, třemi kříži Kalvárie a Božím hrobem.
Roku 1894 byla na místě starší dřevěné Kalvárie postavena kaple Božího hrobu podle návrhu architekta Roberta Niklíčka. Kalvárie se třemi kamennými kříži a čtyřmi kapličkami byla zřízena zásluhou děkana Františka Pojmona, rodáka z Polné. Kapličky jsou volně rozestavěné ve svahu, mají obdélníkový půdorys a podezdívku, ukončenou soklovou římsou, a všechny mají klekátko.
Celé poutní místo bylo v 90. letech 20. století opraveno svépomocí místními občany.
Křížová cesta je spolu s Kalvárií, Božím hrobem a pilířem s Nejsvětější trojicí chráněna jako nemovitá Kulturní památka České republiky.